# قلعة شيزر
قلعة شيزر هي قلعة سورية تقع في شيزر على مسافة 30 كم شمال غرب مدينة حماة، شيدت القلعة على أكمة صخرية تحاذي نهر العاصي من الغرب وقد ورد اسمها بين أسماء المدن السورية القديمة باسم سيزار وسنزار وقد سميت بالعهد السلوقي باسم لاريسا ولكن السوريون أعادوا الاسم القديم باسمها الحالي شيزر ويقال لها محلياً قلعة سيجر.

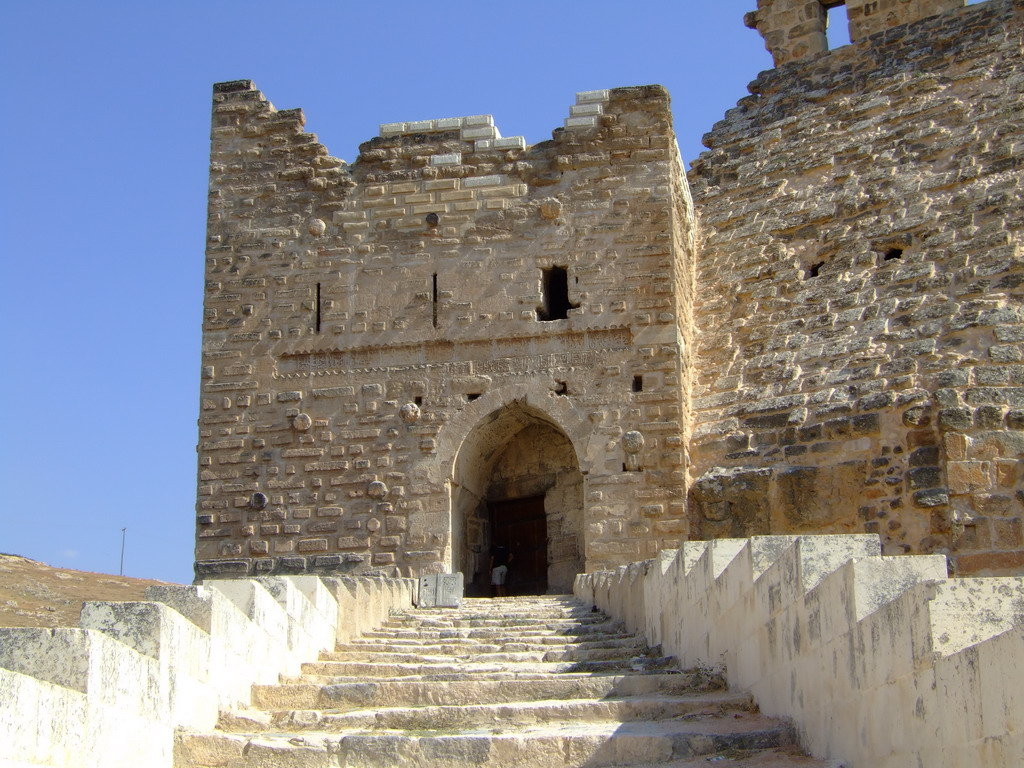
مدخل قلعة شيزر

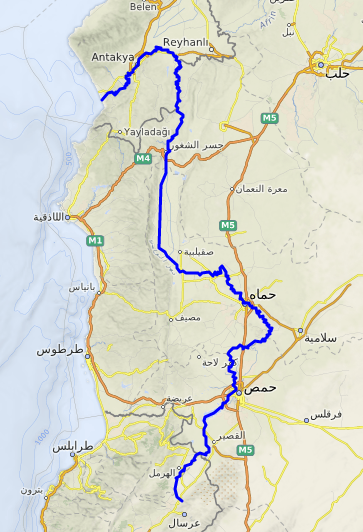
نهر العاصي

## وصف القلعة
تخربت قلعة شيزر في القرون الماضية ولكن مخططها العام ما زال واضح المعالم. فعلى الأكمة الصخرية التي ترتفع أكثر من 50 م عما يجاورها من الأرض من الغرب ويسايرها نهر العاصي من الشرق والشمال ليشكل خندقًا منيعًا وقد أكمل الإنسان عمل الطبيعة بحفره خندقًا صناعيًا من الجهة الغربية للقلعة ومن الغرب بحيث يفصل الجرف الصخري ويعطي القلعة منعة وقوة وحصانة ويصعب على الغزاة تجاوزها.
تمتد القلعة على الجرف الصخري بشكل متطاول 450م×50م حيث يقع مدخلها من الشمال يوصل إليه بدرج حجري يرتفع على طابقين من القناطر فوق الخندق، والباب ذو عتبة مستقيمة يعلوها قوس منكسر فوقه كتابة عربية ومن فوقها يوجد مرميان للسهام وبقايا شرفة.
وحول الباب توجد كتلة هرمية مبنية بشكل مائل بحجارة كلسية كبيرة تستند من الأسفل إلى قواعد الجرف الصخري وتحمل الجدران من الأعلى. ويولج من الباب عبر ممر معقود على طرفيه محارس فيها أدراج توصل إلى الطابق الثاني من الأبراج التي تحمي الباب عبر ممر معقود على طرفيه محارس فيها أدراج توصل إلى الطابق الثاني من الأبراج التي تحمي الباب. ثم يوصل هذا الممر داخل القلعة حيث يستمر حتى البرج الجنوبي المعروف ببرج (عرف الديك). في مدخل القلعة فجوة يعلوها قوس يُسميه البناؤون "قوس منكسر"، كُتب فوقه كتابة عربية طويلة يظهر فيها اسم الملك قلاوون الصالحي في سنة 689 م.

## القلعة في التاريخ
يعود تاريخ بناء القلعة إلى الفترة السلوقية نهاية القرن الرابع قبل الميلاد وقد انتقلت إلى الرومان ثم البيزنطيين وفتحها العرب عام 17 هـ - 638 م بقيادة أبو عبيدة بن الجراح من أيدي البيزنطيين الذين ظلوا يحاولون السيطرة عليها لأنها باب سورية للداخلين من أنطاكية ولكنهم لم يستطيعوا الثبات فيها.
وفي إمارة بني مرداس في حلب أعطى صالح المرداسي لأمراء بنو منقذ الكنانيين عام 416 هـ - 1025 م ولاية قرب شيزر وكانت القلعة تحت سيطرة البيزنطيين وتمكن سديد الملك علي بن مقلد من بني المنقذ من السيطرة على الحصن عام 1081 م لتؤسس إمارة بني المنقذ في وسط سورية.
وقد حارب أمراء شيزر الفرنجة في أفاميا أثناء حروب الفرنجة واستمر بنو المنقذ في حكم شيزر وجوارها حتى عام 552 هـ - 1157 م عند وقوع الزلزلة الكبرى التي أفنت سلالة بني المنقذ ولم ينجو إلا الأمير أسامة بن منقذ الذي كان حينها متواجداً في دمشق ، وقد أعاد نور الدين زنكي بناء القلعة وولى عليها مجد الدين بن الداية، وهدمت القلعة مرة أخرى بزلزال عام 1170 م.
وفي عام 659 هـ - 1260 م استولى سلطان حلب الملك العزيز على الحصن وبقيت القلعة قائمة بعد الهجوم المغولي على بلاد الشام فأعاد الملك الظاهر بيبرس عمارتها وتحصينها سنة 1261 م – 660 هـ. ودخلت تحت سلطة المماليك حيث أقطعها السلطان قلاوون للأمير سنقر الأشقر لمدة عام واحد 1280 م.
ودخلت شيزر في حوزة العثمانيين حيث بدأ عصر تراجعها البطيء حيث تحولت إلى قرية سكنية في نهاية الفترة العثمانية وقلت أهميتها العسكرية حتى تلاشت وفي النصف الأول من القرن العشرين تم إخلاء السكان من القلعة لتبقى أطلال شيزر شاهدة على فترات الازدهار والقوة التي مرت بها هذه المنطقة.

## القلعة اليوم

### أسوار القلعة والأبراج
بنيت أسوار القلعة من الحجر الكلسي مستندة إلى القاعدة الصخرية حيث يعطي الانحدار الشديد للجرف الصخري ارتفاعا شاهقا للأسوار من الجهة الغربية.
و للقلعة عددا من الأبراج أهمها:
- أبراج المدخل التي تقوم على قمة الكتلة الهرمية وفوق المدخل مهمتها حماية المدخل.

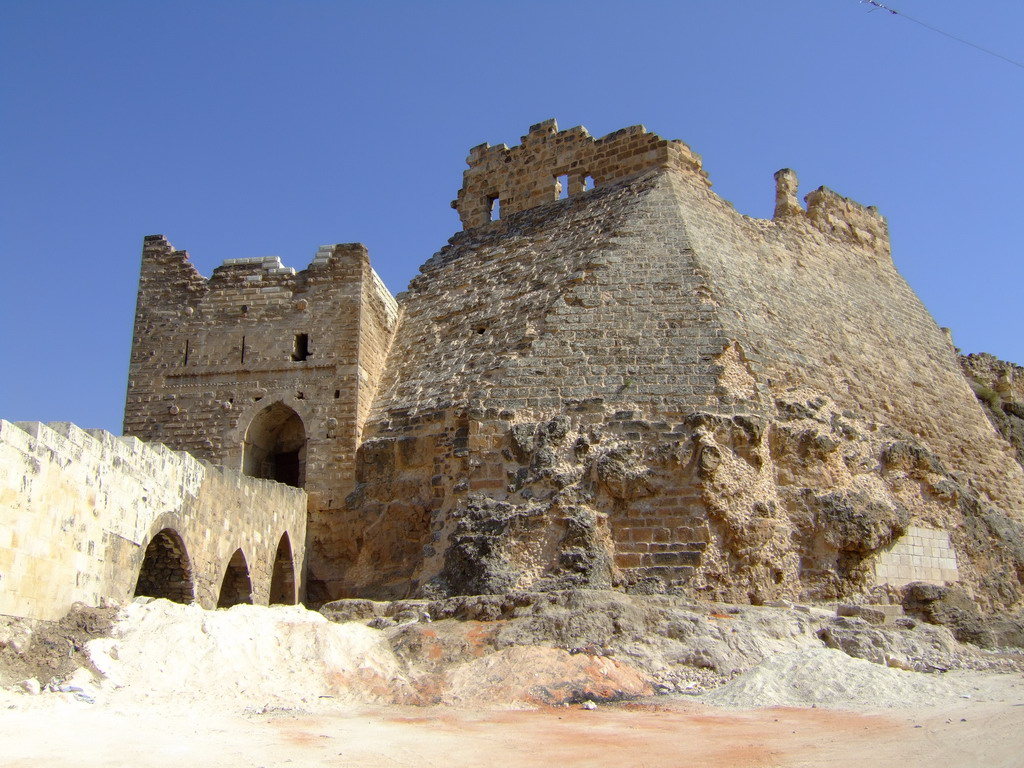
مدخل قلعة شيزر مع أبراج المدخل

- البرج الغربي: ويطل على نهر العاصي من الغرب ويرتفع بعلو طابقين حيث توجد مرامي السهام في الطابق الثاني وقد تهدم منه الجزء الداخلي. وقد استخدم لبنائه الحجر الكلسي الكبير الحجم لبناء المداميك والأعمدة للربط الأفقي في الجدران لإكسابها المتانة والقوة.
- البرج الجنوبي: وهو كتلة معماري غاية في الجمال يعطي فكرة عن روعة العمارة العسكرية الإسلامية.

وقد بني هذا البرج على مرحلتين. بابه من الشمال يطل على الشرق ويتصل بدرج يؤدي إلى الطبقات العليا. سقوفه معقودة تحملها قواعد مريعة ضخمة. تتوسطه قاعة كبيرة تنفتح على مرامي سهام غاية في الروعة. وفي الواجهة الغربية للطابق الثاني توجد شرفة لرمي السهام. ويطل جداره الجنوبي على الخندق المفور من الجنوب مما يعطي هذا البرج مشهدا شاهقا ومنيعا. أما داخل القلعة فيوجد عددا من المباني التي ترجع إلى الفترة أواخر العثمانية بداية القرن الماضي حيث كانت القلعة مأهولة. وتمتزج هذه الأبنية مع ما تبقى من أقبية وجدران ترجع إلى القرون الوسطى.

### الملكية
تعتبر القلعة والجرف التي تقوم عليه من أملاك الجمهورية العربية السورية. أما المحيط من الأراضي من الشرق فهو أملاك خاصة.

### الوصول إلى القلعة
يوصل إلى القلعة من مدينة حماة عبر بلدة شيزر بطريق معبد يقود حتى مدخل الدرج المؤدي إلى القلعة.